# Pan-pan
Pan-Pan ist eine Dringlichkeitsmeldung im Sprechfunkverkehr von Schiffen, Luftfahrzeugen oder anderen Fahrzeugen, die abgesetzt wird, wenn das Fahrzeug oder seine Insassen konkret, aber nicht akut gefährdet sind, und mit der die Besatzung eine bevorzugte Behandlung einfordert.
In Morsezeichen werden Dringlichkeitsmeldungen mit der Buchstabenfolge XXX, Morsecode: ▄▄▄ ▄ ▄ ▄▄▄   ▄▄▄ ▄ ▄ ▄▄▄   ▄▄▄ ▄ ▄ ▄▄▄  eingeleitet. Die nächste Stufe, die dann eine unmittelbare Gefahr für das Fahrzeug oder menschliches Leben voraussetzt, ist die Notmeldung „Mayday“ (bzw. SOS).
Pan geht auf das französische Wort panne zurück; die Bedeutung entspricht Panne im Deutschen. Der Begriff wird häufig als Backronym für possible assistance needed (Englisch für „verfügbare Unterstützung benötigt“) oder Pay Attention Now interpretiert.

## Seefahrt
Pan Pan – Pan Pan – Pan Pan leitet im Seefunk die Dringlichkeitsmeldung ein. Im Falle eines medizinischen Notfalls kann auch Pan Pan Medico (dreimal) verwendet werden.
Die Mitteilung selbst enthält:
- Identität des Schiffes (meist der Schiffsname)
- geographische Position eines Wasserfahrzeuges
- Art des Schadens
- benötigte Hilfeleistung

Ein typischer Fall für Pan Pan ist eine Manövrierunfähigkeit wegen Ruder- oder Maschinenausfalls und dadurch mittelbarer Gefahr für das Schiff z. B. durch Strandung, oder wenn wegen schwerer Erkrankung eines Crewmitgliedes der Funkarzt für ein Medico-Gespräch gerufen werden muss.
Bei einer Dringlichkeitsmeldung ist anderer Funkverkehr einzustellen. Nur noch Seenotsignale (z. B. SOS, Mayday bei Mann über Bord) haben Vorrang vor der Dringlichkeitsmeldung.
Die rechtliche Konsequenz einer Dringlichkeitsmeldung ist in den verschiedenen Ländern unterschiedlich geregelt. In Deutschland ist für die Hilfeleistung die DGzRS zuständig. Sie arbeitet unentgeltlich bei der Rettung von Menschen. Bei technischer Hilfeleistung bittet sie um Kostenbeteiligung (200 €/h, allerdings nicht mehr als 400 €, unabhängig von der Anzahl der Rettungsmittel). Diese Beträge decken die tatsächlichen Kosten nicht ansatzweise.

## Luftfahrt
Pan-Pan kann im Flugfunk für Meldungen verwendet werden, die die Sicherheit eines Luft- oder sonstigen Fahrzeugs oder einer Person betreffen. Dringlichkeitsmeldungen können auch das eigene Luftfahrzeug betreffen. Das Pan-Pan sendende Luftfahrzeug hat absoluten Vorrang vor allen anderen, der Funkverkehr aller anderen ist zu dessen Gunsten einzustellen bzw. auf das allernötigste zu beschränken.
Der Dringlichkeitsanruf wird durch das vorzugsweise dreimalige Aussenden des Dringlichkeitssignals PAN PAN eingeleitet, soll an eine bestimmte Bodenfunkstelle gerichtet sein und muss das Rufzeichen des meldenden Luftfahrzeugs enthalten. Die danach folgende Dringlichkeitsmeldung soll folgende Angaben enthalten:
- Art der Schwierigkeit oder Beobachtung
- weitere für die Hilfeleistung wichtige Informationen
- ggf. Absichten des Luftfahrzeugführers
- ggf. Angaben über Position, Kurs und Flughöhe.

Beispiel: Swissair-Flug 111 setzte den folgenden Pan-Pan-Funkspruch ab: „Swissair one-eleven heavy is declaring pan-pan, pan-pan, pan-pan. We have smoke in the cockpit. Request immediate return to a convenient place, I guess Boston.“ (übersetzt: „Swissair eins-elf meldet pan-pan, pan-pan, pan-pan. Wir haben Rauch im Cockpit. Erbitte umgehend Rückkehr zu einem passenden Ort, vermutlich Boston.“)